# Guldbagge 2004
La 39ª edizione del Premio Guldbagge si è svolta al Teatro dell'Opera di Göteborg il 26 gennaio 2004. 

## Vincitori
Vengono di seguito indicati in grassetto i vincitori. Ove ricorrente e disponibile, viene indicato il titolo in lingua italiana e quello in lingua originale tra parentesi.
Miglior film
- Evil - Il ribelle (Ondskan), regia di Mikael Håfström
  - Elina (Elina - Som om jag inte fann), regia di Klaus Härö
  - Alle prime luci dell'alba (Om jag vänder mig om), regia di Björn Runge

Miglior regista
- Björn Runge - Alle prime luci dell'alba (Om jag vänder mig om)
  - Mikael Håfström - Evil - Il ribelle (Ondskan)
  - Kristian Petri - Detaljer

Miglior attrice
- Ann Petrén - Alle prime luci dell'alba (Om jag vänder mig om)
  - Pernilla August - Detaljer
  - Livia Millhagen - Miffo

Miglior attore
- Jonas Karlsson - Detaljer
  - Jakob Eklund - Alle prime luci dell'alba (Om jag vänder mig om)
  - Andreas Wilson - Evil - Il ribelle (Ondskan)

Miglior attrice non protagonista
- Bibi Andersson - Elina (Näkymätön Elina)
  - Marie Richardson - Alle prime luci dell'alba (Om jag vänder mig om)
  - Pernilla August - Alle prime luci dell'alba (Om jag vänder mig om)

Miglior attore non protagonista
- Ingvar Hirdwall - Alle prime luci dell'alba (Om jag vänder mig om)
  - Gösta Ekman - Skenbart – En film om tåg
  - Gustaf Skarsgård - Evil - Il ribelle (Ondskan)

Migliore sceneggiatura
- Björn Runge - Alle prime luci dell'alba (Om jag vänder mig om)
  - Jonas Frykberg- Detaljer
  - Hans Gunnarsson e Mikael Håfström - Evil - Il ribelle (Ondskan)

Migliore fotografia
- Peter Mokrosinski - Evil - Il ribelle (Ondskan)
  - Göran Hallberg - Skenbart – En film om tåg e Detaljer

Miglior film straniero
- The Hours, regia di Stephen Daldry
  - Good Bye, Lenin!, regia di Wolfgang Becker
  - Dogville, regia di Lars von Trier

Premio Ingmar Bergman
- Klaus Härö

Premio Guldbagge onorario
- Erland Josephson